# Westhill (Aberdeenshire)
Westhill est une ville écossaise située dans la council area de l'Aberdeenshire, à environ 11 km à l'ouest d'Aberdeen. C'est une ville nouvelle, qui n'existait pas avant la fin des années 1960, et qui a connu une rapide croissance à la faveur du développement de l'exploitation pétrolière en mer du Nord. Elle comptait 9 848 habitants en 2001 ; en 2014 sa population est estimée à 12 157 habitants.

## Toponymie
Le nom Westhill est de création récente. Il fut inventé par un certain John Anderson, de Strichen, qui acquit deux domaines agricoles mitoyens appelés respectivement Wester Kinmundy et Blackhills, en 1859, et décida de fusionner ces deux dénominations en « Westhill ». Le nouveau nom du lieudit fut enregistré la même année au Register of Sasines (équivalent écossais de la Conservation des hypothèques). Les anciens noms de domaines ont cependant été conservés dans l'odonymie de la ville de Westhill.

## Fondation de la ville
La création de Westhill a été essentiellement due à l'initiative privée. L'idée de créer une nouvelle banlieue-jardin afin de contribuer à absorber la croissance de l'agglomération d'Aberdeen revient à un avocat de la ville, Ronald Fraser Dean, en 1963. Il s'entendit avec une société immobilière pour lancer le projet d'une cité faite de maisons individuelles selon un plan relativement aéré, avec pas plus de 6 à 8 habitations par acre (soit environ 500 à 600 m2 par lot), le tout associé avec un terrain de golf.
L'emplacement de Westhill consistait en terres agricoles de faible valeur et de zones humides ou broussailleuses incultes, mais disposait de bonnes liaisons routières tant avec Aberdeen qu'avec l'intérieur de l'Écosse. N'y vivaient alors qu'une centaine de personnes.

## Histoire
Des plans détaillés, tablant à terme sur une population de 7 000 résidents, sont produits à partir de 1965. Le conseil communal d'Aberdeen donne son approbation au projet, dans lequel il n'est pas impliqué financièrement. Courant novembre 1969 les premières maisons sont mises en chantier, 200 sont terminées en 1972. Le développement s'accélère, et comme Westhill attire des jeunes couples de la classe moyenne avec enfants, la création de trois écoles primaires et d'un collège est programmée.
Westhill n'a pas tardé à se doter d'une gamme complète de services, mais son grand succès est sa zone d'activités. Conçue pour être sélective, n'admettant que des établissements ne nuisant pas à la valeur paysagère et environnementale du site, elle a attiré nombre d'entreprises de haute technologie intervenant dans l'exploitation pétrolière offshore, au point que la ville revendique aujourd'hui le titre de centre européen de ces techniques et s'est surnommée Surf City, où « Surf » est l'anagramme de Subsea, Umbilical, Risers and Flowlines. Loin d'être une banlieue dortoir, Westhill est devenue un important centre d'emploi.
Il a été envisagé dans les années 1980 d'annexer Westhill à la ville d'Aberdeen. Devant l'hostilité des résidents, le projet a été abandonné.